# Ernst Elfeld

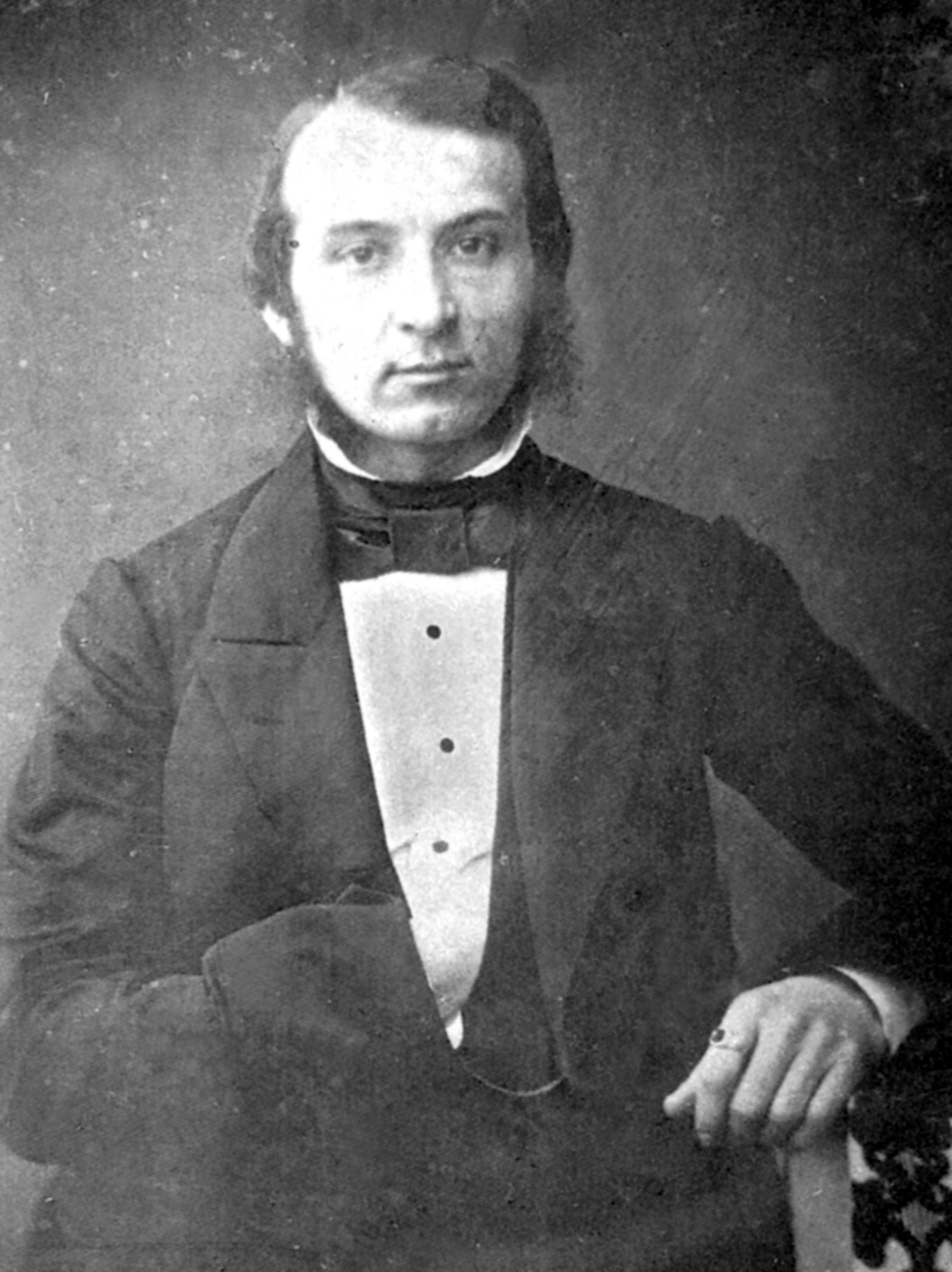
Ernst Elfeld (seitenrichtig gespiegelter Ausschnitt aus einer Daguerreotypie, ca. 1855)

Ernst Georg Anton Elfeld (* 6. Dezember 1829 in Ratzeburg; † 19. Mai 1912 in Lübeck) war ein hamburgischer Kaufmann und Bankrotteur. Bekannt ist er als Vorbild für die literarische Gestalt des Bendix Grünlich in dem Roman Buddenbrooks von Thomas Mann.

## Leben
Ernst Elfeld entstammte einer Familie evangelischer Pastoren im Herzogtum Lauenburg. Er war der Sohn von Carl Georg Friedrich Elfeld (1798–1880), dem damaligen Rektor der Ratzeburger Stadtschule und ab 1838 Pastor in Krummesse, und seiner Ehefrau Louise Marie Caroline, geborene Ravit (1800–1856). Elfeld wuchs in Krummesse auf; beim Ausbruch der Schleswig-Holsteinischen Erhebung 1848 meldete sich der 18-Jährige freiwillig, diente in den Freikorps Bracklow und von der Tann, wurde aber am 21. April im Gefecht bei Altenhof durch einen Schuss in die Ferse verwundet und danach für untauglich erklärt. Trotzdem musste er 1850/51 in Ratzeburg noch seinen regulären Militärdienst ableisten. 
Nach einer kaufmännischen Lehre, vermutlich in Hamburg, erwarb er dort am 28. Juli 1854 das Bürgerrecht, das Voraussetzung für die Niederlassung als selbständiger Kaufmann war. Das Startkapital für seine eigene Firma stellte ihm ein Onkel mütterlicherseits, Johann Christian Ravit, zur Verfügung. 1856 trat Elfeld in geschäftliche Verbindung mit der Lübecker Firma von Johann Siegmund Mann, für die er gegen Provision die über Hamburg laufenden Getreidegeschäfte abwickelte. Im folgenden Winter verlobte er sich mit Manns damals achtzehnjähriger Tochter Elisabeth, die er am 7. Mai 1857 in der Lübecker Marienkirche heiratete. Nach dem späteren Scheitern der Ehe erzählte Elisabeth, Elfeld sei ihr von Anfang an unsympathisch gewesen, und sie habe ihn nur geheiratet, weil ihre Eltern ihr zugeredet hätten und er sie massiv bedrängt habe, bis hin zur Selbstmorddrohung.

### Bankrott
Neben Kommissionsgeschäften betrieb Elfeld in Hamburg auch die Hauptagentur der Magdeburger Lebensversicherungs-Gesellschaft, geriet aber alsbald in die Turbulenzen der Wirtschaftskrise von 1857. Eine überhitzte Konjunktur in Verbindung mit häufig auf Wechsel finanzierten Spekulationsgeschäften machte die Hamburger Wirtschaft besonders anfällig für die Folgen der Krise. Eine Welle von Konkursen war die Folge. Um deren Zahl zu begrenzen, führte der Hamburgische Staat am 2. Dezember 1857 das Instrument der „Administration“ ein, eine temporäre Zwangsverwaltung für vorübergehend zahlungsunfähige, aber im Kern gesunde Unternehmen. Elfeld, der am 17. Dezember erstmals einen Wechsel nicht einlösen konnte, stellte vier Tage später den Antrag auf Administration. Die beiden von den Gäubigern gewählten Administratoren bescheinigten ihm zwar in ihrem Bericht vom 12. Februar 1858, dass er bis zum Sommer 1857 seine Geschäfte „im Ganzen auf eine verständige und solide Weise betrieben habe“, empfahlen aber aufgrund fehlender Vermögenswerte ein Konkursverfahren über die Firma, das auch umgehend eröffnet wurde und sich über die nächsten vier Jahre hinzog. Der Abschlussbericht vom 6. März 1862 zeichnet ein wesentlich ungünstigeres Bild von Elfelds Geschäftsgebaren; er spricht von einer „wenig umsichtigen Geschäftsführung“ und „Mangel an Vorsicht“ und stellt fest, dass seine Firma bereits im Mai 1857 eine Unterbilanz von 1800 Mark Banco aufwies, er also bei seiner Hochzeit eigentlich schon bankrott war. Was ihn zu diesem Zeitpunkt gerettet hatte, war die Mitgift seiner Frau in Höhe von 5000 Mark Banco gewesen. Nachdem die Familien Mann, Ravit und Elfeld auf ihre Ansprüche komplett verzichtet hatten, konnten die restlichen Gläubiger aus der Konkursmasse mit 2,4 % ihrer Forderungen befriedigt werden. Das Hamburgische Handelsgericht qualifizierte Elfelds Fallissement als „leichtsinnig“. Mit diesem an der Börse ausgehängten Urteil war Elfeld kaufmännisch und gesellschaftlich erledigt.

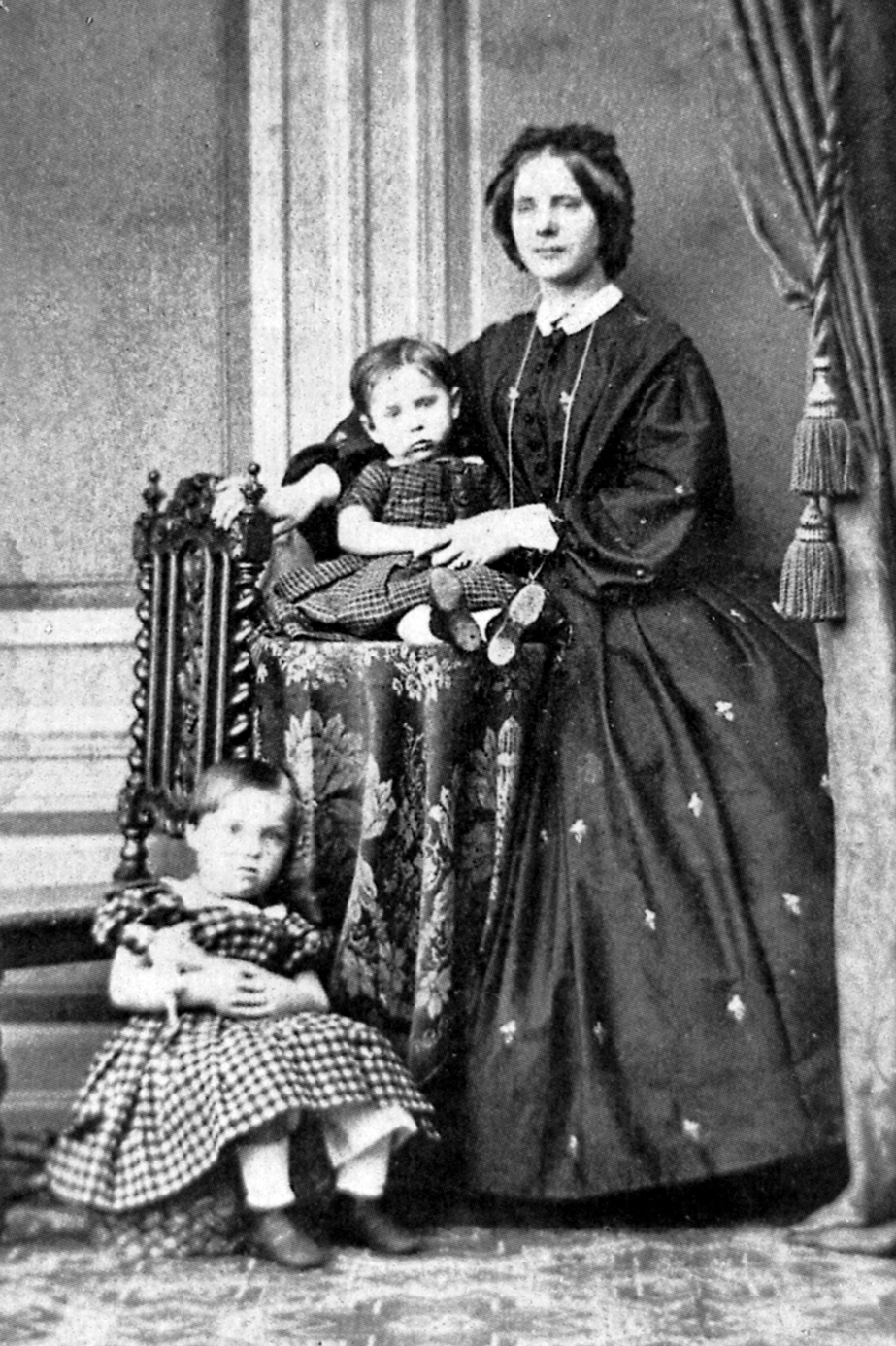
Elisabeth Elfeld geborene Mann mit ihren Kindern Olga und Siegmund (Atelier Linde, Lübeck, Winter 1861/62)

### Scheidung
Nach der Einleitung des Konkursverfahrens übersiedelte Elfeld mit seiner Frau nach Uetersen, wo er als kaufmännischer Angestellter in einem Sägewerk arbeitete. Dieses Unternehmen hatte vorher mit ihm in geschäftlichen Beziehungen gestanden und im Konkursverfahren eine Forderung von 321 Mark Banco angemeldet, die von Elfelds Schwiegervater Johann Siegmund Mann vollständig beglichen wurde. Gerhard Ahrens vermutet, Mann habe dabei die Einstellung Elfelds zur Bedingung gemacht. In Uetersen bekam das Ehepaar am 7. September 1858 die Tochter Olga und am 17. Juli 1860 den Sohn Siegmund. Die Ehe verlief aber zunehmend unglücklich; es fiel Elisabeth Mann schwer, sich in die nunmehr – trotz finanzieller Unterstützung durch ihren Vater – vergleichsweise sehr kleinen Verhältnisse zu schicken, und sie fühlte sich von ihrem Mann enttäuscht und getäuscht. Im Winter 1861/62 trennte sich das Ehepaar: Elisabeth kehrte mit den beiden Kindern in ihr Lübecker Elternhaus zurück, Elfeld nach Hamburg.
Nachdem Johann Siegmund Mann am 1. Februar 1863 verstorben war und sein Sohn Thomas Johann Heinrich Mann (amtlich), in der Öffentlichkeit nur Heinrich, die Firma übernommen hatte, beantragte Elisabeth Anfang 1864 beim Hamburger Niedergericht die gerichtliche Trennung von Tisch und Bett. Als Grund gab sie unüberwindliche Abneigung an. Elfeld erhob Widerklage und verlangte zunächst die Rückkehr seiner Frau mit den Kindern; dann beanspruchte er zumindest das Sorgerecht über die Kinder, erklärte sich aber freiwillig bereit, die Tochter der Mutter zu überlassen. Olga starb aber noch während des laufenden Verfahrens am 29. Februar 1864 mit 5½ Jahren. Am 8. April 1864 entschied das Niedergericht, dass Elisabeth verpflichtet sei, zu Elfeld zurückzukehren. Als sie sich weigerte, diesem Urteil nachzukommen, sprach das Gericht die Ehescheidung aus, gab Elisabeth die Alleinschuld als „bösliche Verlasserin ihres Ehemannes“ und ordnete die Übergabe des Sohnes an Elfeld an. Das Urteil wurde am 24. Juni 1864 rechtskräftig.
Im Zusammenhang mit der späteren Wiederverheiratung seiner geschiedenen Frau klagte Elfeld für seinen Sohn einen Anteil am Erbe der Mutter ein; die Klage wurde am 6. September 1867 abgewiesen.

### Spätere Jahre

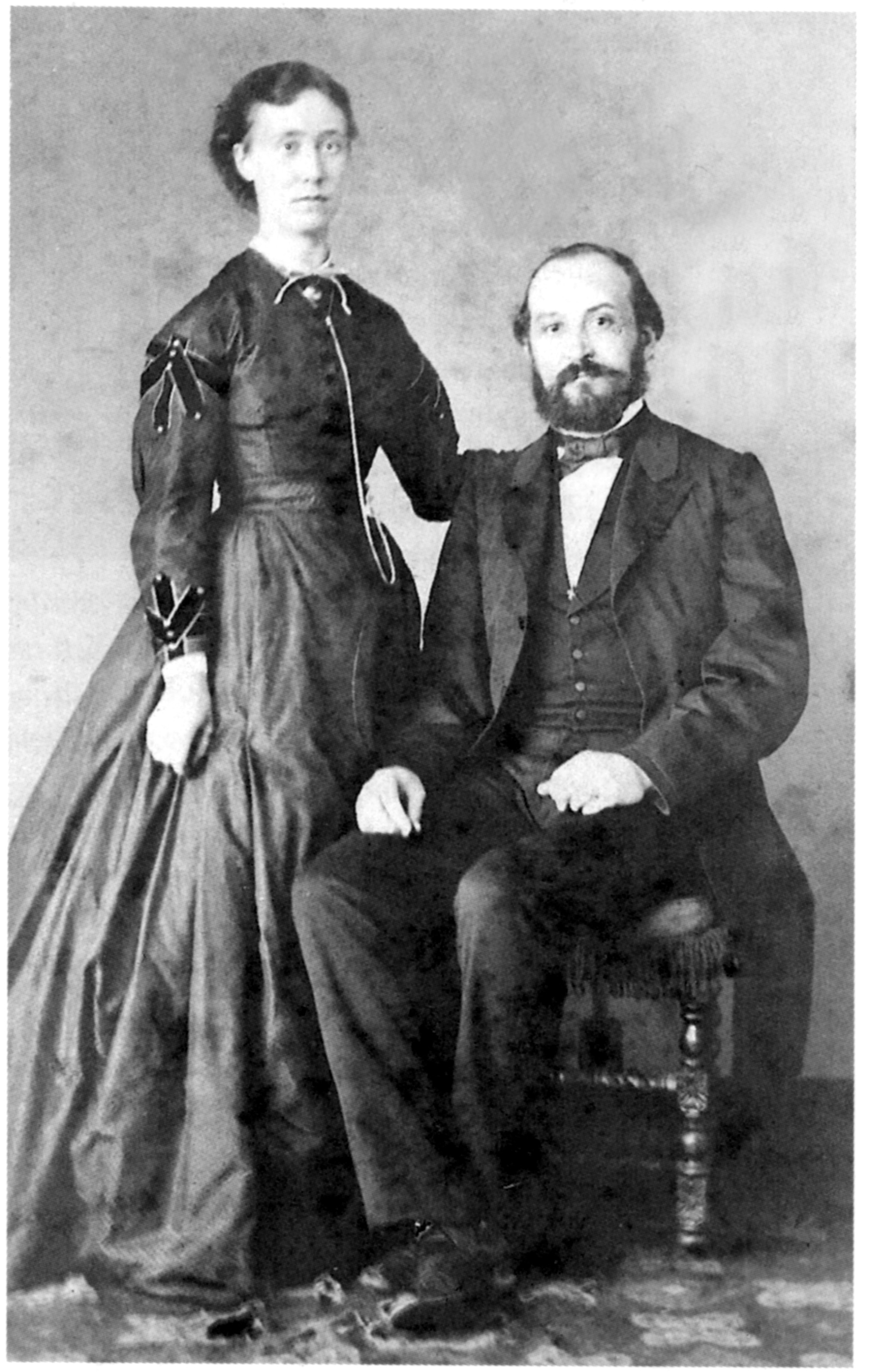
Ernst Elfeld mit seiner zweiten Frau Josephine, um 1870

Elfeld selbst heiratete am 5. Oktober 1867 in zweiter Ehe die zwanzig Jahre jüngere Josephine Feldmann (1849–1929), die Tochter eines Gymnasialprofessors aus Altona. Diese Ehe sollte fast fünfundvierzig Jahre dauern, bis zu seinem Tod. Über seine berufliche Tätigkeit zwischen 1862 und 1872 ist nichts Sicheres bekannt. Peter de Mendelssohn behauptet in seiner Thomas-Mann-Biographie ohne Quellenangabe, Elfeld sei zeitweise „Kassierer im Lübecker Stadttheater“ gewesen; dafür gibt es aber keinen dokumentarischen Nachweis. 1873 bis 1881 arbeitete er als Sekretär der 1872 gegründeten Trifailer Kohlenwerksgesellschaft in Wien und anschließend bis 1890 bei der neugegründeten Österreichischen Nordwest-Dampfschiffahrtsgesellschaft in Wien. Sein Sohn Siegmund wurde unter seinem zweiten Vornamen Christian Schauspieler und war am Wiener Volkstheater engagiert. 1890 oder 1891 übersiedelte Elfeld nach Lübeck, wo er im Namen seiner Frau eine Villa in der Vorstadt St. Jürgen kaufte und am 13. März 1897 das Lübecker Bürgerrecht erwarb. In den Lübecker Adressbüchern ist er als „Privatier“ verzeichnet. Elfeld lebte in gesicherten wirtschaftlichen Verhältnissen: Er versteuerte 1905 ein Jahreseinkommen von 3000 Mark, und das Vermögen seiner Frau betrug 1909 88.600 Mark (das Ehepaar hatte 1905 Gütertrennung vereinbart, vermutlich, um Erbansprüche des Sohnes auszuschließen).
Nachdem sich Ernst Elfeld in Lübeck zur Ruhe gesetzt hatte, war er ehrenamtlich tätig und engagierte sich im 1889 gegründeten Lübecker Industrie-Verein. Hier hielt er am 8. Februar 1894 einen Vortrag über „Die Förderung des Ausfuhrhandels und der Industrie durch die Exportvereine als gemeinnützige Unternehmungen“. Im Anschluss daran warb der Industrielle Heinrich Thiel für die Idee einer Handels- und Industrieausstellung in Lübeck. Sie wurde als Deutsch-Nordische Handels- und Industrie-Ausstellung 1895 verwirklicht. Elfeld wurde in das vorbereitende Komittee der Ausstellung gewählt und fungierte dann als einer ihrer vier „Oberbeamten“, nämlich als der für die Kassenführung und Rechnungslegung verantwortliche „Sekretär“. Offenbar hat er dieses Ehrenamt zur vollen Zufriedenheit ausgeübt, denn nach Abschluss der Ausstellung erhielt er in Anerkennung seiner Mitwirkung ein Geldgeschenk in Höhe von 3000 Mark. Von 1896 bis 1898 war er dann Schriftführer des Lübecker Industrie-Vereins, hielt aber auch danach noch Vorträge im Verein, zuletzt am 9. Januar 1905 über die Notwendigkeit einer vergrößerten Industrie im lübeckischen Freistaat.
Ferner war Elfeld Vorstandsmitglied im Schleswig-Holsteinischen Kampfgenossenverein von 1848–50, Ehrenmitglied des Lübecker Militär-Vereins von 1885 und Ehrenmitglied des Landeskriegerverbands Lübeck.
Ernst Elfeld starb am 19. Mai 1912 an einem Gehirnschlag. Sein Grab liegt auf dem Burgtorfriedhof (Y 59).

### Familie
Elfeld und seine zweite Frau hatten ein gemeinsames Kind, die Tochter Margaretha (1868–1934). Sie heiratete einen Bankbeamten, wurde unschuldig geschieden und lebte danach bis zu ihrem Tod im Haus ihrer Eltern, deren Alleinerbin sie war. Siegmund Christian, der Sohn aus Elfelds erster Ehe mit Elisabeth Mann, wurde von seinen Eltern, ebenso wie zuvor von seiner Großmutter, enterbt. Er machte als Christian Elfeld eine schauspielerische Karriere, spielte unter anderem an Theatern in Wien, Breslau, den USA, Hannover, Königsberg und Berlin, wirkte zwischen 1920 und 1926 noch in acht Stummfilmen mit, arbeitete zuletzt als Sprechtrainer und starb am 17. Juni 1936 in Berlin. Thomas Mann erwähnt ihn in seinem Tagebuch am 16. Februar 1920 als „Schwindler Elfeld“, weil er, vorgeblich in Thomas Manns Auftrag, mit einer Filmfirma über Verfilmungen von Manns Romanen verhandelt hatte.

## Literarische Verarbeitung inBuddenbrooks
Während der Vorarbeiten zu seinem Roman Buddenbrooks zog Thomas Mann bei Verwandten und Bekannten aus Lübeck Erkundigungen über Lübecker Ereignisse und Verhältnisse ein. Im September 1897 erhielt er von seiner Schwester Julia einen 28-seitigen Brief, in dem diese detailliert, jedoch nicht durchweg zuverlässig, über ihre Patentante Elisabeth und deren gescheiterte Ehen berichtete, zugleich aber um Diskretion bei der literarischen Verwertung bat. Thomas Mann übernahm aber zahlreiche Vorgänge, Motive und Details mehr oder weniger unverändert für den Roman, in dem Elisabeth Mann als Vorbild für Tony Buddenbrook und Ernst Elfeld als Vorbild für ihren ersten Ehemann Bendix Grünlich dienten. Auf die einseitig aus Elisabeths Sicht geschilderte Darstellung seiner Schwester gestützt, hat Thomas Mann die kaufmännischen und möglicherweise charakterlichen Schwächen Elfelds in der Figur des Bendix Grünlich stark überzeichnet und diesen nicht nur karikierend, sondern geradezu als Kriminellen angelegt: So agiert Grünlich von Anfang an als skrupelloser Mitgiftjäger, er erschleicht sich die Zustimmung seines Schwiegervaters zur Hochzeit, indem er seine Geschäftsbücher fälscht, verschuldet sein wirtschaftliches Scheitern durch einen übertrieben luxuriösen Lebensstil, vernachlässigt seine Frau und macht am Ende betrügerischen Bankrott. Im Gegensatz dazu wurde Elfeld, auch wenn er Elisabeth vielleicht zur Ehe gedrängt hat, weil er auf ihre Mitgift angewiesen war, kaufmännisch nie mehr als Unerfahrenheit und Leichtsinn zum Vorwurf gemacht. Er konnte zwar nie wieder als selbständiger Kaufmann Fuß fassen, arbeitete aber als Angestellter in langjährigen Vertrauensstellungen und verbrachte seinen Lebensabend in Lübeck als geachteter Bürger.